# Stensjöflyarna (Hotagens socken, Jämtland, 709847-143884)
Stensjöflyarna är en sjö i Krokoms kommun i Jämtland och ingår i Indalsälvens huvudavrinningsområde. Stensjöflyarna ligger i Gråberget-Hotagsfjällen Natura 2000-område.